# 菲尼亚纳
菲尼亚纳，是西班牙安达卢西亚自治区阿尔梅里亚省的一个市镇。 总面积134km2, 总人口2489人（2001年），人口密度19人/km2。